# Adora
Adora někdy též Adura (hebrejsky אֲדוֹרָה, podle biblické lokality „Adórajim“, kterou zmiňuje například 2. Kniha kronik 11,9, v oficiálním přepisu do angličtiny Adora) je izraelská osada a vesnice typu společná osada (jišuv kehilati) na Západním břehu Jordánu v distriktu Judea a Samaří a v Oblastní radě Har Chevron.

## Geografie
Leží cca 8 kilometrů severozápadně od centra Hebronu, cca 30 kilometrů jihozápadně od historického jádra Jeruzalému a cca 62 kilometrů jihovýchodně od centra Tel Avivu, v nadmořské výšce 650 metrů v západní části Judska a Judských hor. Západně od obce probíhá vádí Nachal Guvrin. Na dopravní síť Západního břehu Jordánu je napojena pomocí silnice číslo 35, která propojuje okolí Hebronu s městem Kirjat Gat.
Adora je izolovaným židovským sídlem ležícím sice jen cca 7 kilometrů za Zelenou linií oddělující Západní břeh Jordánu od Izraele v jeho mezinárodně uznávaných hranicích, ale v obklopení prstencem lidnatých palestinských sídel jako aglomerace převážně palestinského Hebronu na východě nebo města Tarkumija na severozápadě. Cca 5 kilometrů jižním směrem leží palestinské město Dura, které ve svém názvu uchovává jméno původní biblické Adory. V enklávě, ve které se nachází Adora leží ještě jedna židovská osada, a to Telem.

## Dějiny
Adora leží na Západním břehu Jordánu, jehož osidlování bylo zahájeno Izraelem po jeho dobytí izraelskou armádou, tedy po roce 1967. Vesnice byla založena roku 1984. Už v roce 1981 ale vznikla poblíž nynější Adory osada typu nachal tedy kombinace vojenského a civilního osídlení. 21. září 1982 izraelská vláda rozhodla, že má být přeměněna na ryze civilní. Počítalo se s její výhledovou kapacitou 250 rodin. 5. prosince 1982 oznámila vláda, že kroky k zřízení osady již započaly a do 1. dubna 1983 měla být připravena k trvalému obývání. Nová vesnice vznikala ovšem několik kilometrů od původní základny typu nachal. Skupinu prvních osadníků tvořili stoupenci pravicových hnutí Betar a Cherut a sestávalo z třiceti rodin. Vládní zpráva ale poukazuje na problémy s dodávkou vody, která prý bude muset být po nějaký čas do vesnice dovážena. Problémem byla i špatná přístupová komunikace. Tyto potíže se patrně projevily na zpoždění plánů, protože ještě 13. března 1983 izraelská vláda pouze uvádí, že bylo definitivně nalezeno vhodné místo pro výstavbu Adory, severně od arabské obce Dura. Plánované sídlo ale stále postrádalo příjezdovou cestu a náklady na její výstavbu se odhadovaly na 60 milionů šekelů a tyto peníze nebyly k dispozici.
K založení osady nakonec došlo až 11. ledna 1984. Tehdy se tu usadilo prvních devět rodin. Zástavbu tvořily mobilní karavany. Původní osada Adora typu nachal založená v roce 1981 byla mezitím přejmenována na Nachal Doran. Vzhledem k těžkým podmínkám a absenci infrastruktury se Adora rozvíjela pomalu. Teprve v roce 1988 začala výstavba zděných domů, do kterých se první obyvatelé nastěhovali v roce 1990. V roce 1992 byla vesnice napojena na elektrickou síť. Detailní územní plán zde počítal s výhledovou kapacitou 90 bytových jednotek (již zcela realizováno) a v 2. fázi s dalšími 42 byty (postaveny zatím jen zčásti).
Počátkem 21. století nebyla vesnice pro svou izolovanou polohu ve vnitrozemí Západního břehu Jordánu stejně jako téměř celá oblast Oblastní rady Har Chevron zahrnuta do Izraelské bezpečnostní bariéry. 27. dubna 2002 během Druhé intifády pronikli do osady palestinští teroristé v přestrojení za vojáky izraelské armády. Zastřelili čtyři zdejší obyvatele a sedm jich zranili. K útoku se přihlásilo hnutí Hamas i Lidová fronta pro osvobození Palestiny.

## Demografie
Obyvatelstvo obce Adora je v databázi rady Ješa popisováno jako smíšené, tedy složené ze sekulárních i nábožensky založených Izraelců. Původně šlo o sekulární osadu, ale v poslední době začala Adora přijímat i nábožensky orientované rodiny. Podle údajů z roku 2014 tvořili naprostou většinu obyvatel Židé (včetně statistické kategorie "ostatní", která zahrnuje nearabské obyvatele židovského původu ale bez formální příslušnosti k židovskému náboženství).
Jde o menší obec vesnického typu s dlouhodobě kolísající populací. Teprve okolo roku 2010 překonala osada demografický propad z doby druhé intifády K 31. prosinci 2014 zde žilo 367 lidí. Během roku 2014 populace stoupla o 11,2 %.
| Rok            | 1993 | 1994 | 1995 | 1996 | 1997 | 1998 | 1999 | 2000 | 2001 | 2002 | 2003 | 2004 | 2005 | 2006 | 2007 | 2008 | 2009 | 2010 | 2011 | 2012 | 2013 | 2014 |
| -------------- | ---- | ---- | ---- | ---- | ---- | ---- | ---- | ---- | ---- | ---- | ---- | ---- | ---- | ---- | ---- | ---- | ---- | ---- | ---- | ---- | ---- | ---- |
| Počet obyvatel | 165  | 184  | 191  | 207  | 229  | 264  | 291  | 271  | 253  | 205  | 191  | 186  | 206  | 220  | 248  | 248  | 257  | 240  | 268  | 278  | 330  | 367  |